# Isocamenta schubotzi
Isocamenta schubotzi är en skalbaggsart som beskrevs av Hermann Julius Kolbe 1914. Isocamenta schubotzi ingår i släktet Isocamenta och familjen Melolonthidae. Inga underarter finns listade i Catalogue of Life.